# Etrema tenera
Etrema tenera is een slakkensoort uit de familie van de Clathurellidae. De wetenschappelijke naam van de soort is voor het eerst geldig gepubliceerd in 1899 door Hedley.